# Liste Schweizer Maler und Grafiker
Die Liste Schweizer Maler und Grafiker führt Männer und Frauen mit Schweizer Staatsbürgerschaft auf. Die Liste ist alphabetisch nach Familiennamen geordnet. Schweizer Maler sind auch im SIKART verzeichnet.

## A
- Ralf Abati (* 1964)
- Johann Ludwig Aberli (1723–1786)
- Anna Maria Barbara Abesch (1706–1773)
- Otto Abt (1903–1982)
- René Acht (1920–1998)
- Karl Aegerter (1888–1969)
- Hans Aeschbacher (1906–1980)
- Jacques-Laurent Agasse (1767–1849)
- Cuno Amiet (1868–1961)
- Jost Ammann (1539–1591)
- Marguerite Ammann (1911–1962)
- Albert Anker (1831–1910)
- Melchior Annen (1868–1954)
- John M. Armleder (* 1948)
- Hans Asper (1499–1571)
- René Auberjonois (1872–1957)

## B
- Augustin Meinrad Bächtiger (1888–1971)
- Markus Baldegger (* 1947)
- Marie-Claire Baldenweg (* 1954)
- Karl Ballmer (1891–1958)
- Barbara Bansi (1777–1863)
- Ernst Baumann (1909–1992)
- Fred Baumann (* 1947), Maler und Bildhauer
- Fritz Baumann (1886–1942)
- Otto Baumberger (1889–1961)
- Robert Baumberger (1895–1986)
- Franz Baur (1864–1931), Dekorationsmaler, Kunsthandwerker
- Hanni Bay (1885–1978)
- Kurt Laurenz Benz (1954–2023), Maler und Bildhauer
- René Bernasconi (1910–1994)
- Auguste-Henri Berthoud (1829–1887)
- Emil Beurmann (1862–1951)
- Heinrich Bichler (1466/67–1497)
- Max Bill (1908–1994)
- Edmond Bille (1878–1959)
- Samuel Birmann (1793–1847)
- Erna Yoshida Blenk (1913–1996)
- Arnold Böcklin (1827–1901)
- Karl Bodmer (1809–1893)
- Rudolf Bodmer (1805–1841)
- Walter Bodmer (1903–1973)
- Max Böhlen (1902–1971)
- Mark Staff Brandl (* 1955)
- Serge Brignoni (1903–2002)
- Blaise Bron (1918–2004)
- Arnold Brügger (1888–1975)
- Max Brunner (1910–2007)
- Emanuel Büchel (1705–1775)
- Franz Bucher (* 1940)
- Frank Buchser (1828–1890)
- Fritz Bühler (1909–1963)
- Johann Balthasar Bullinger (1713–1793)
- Carl Burckhardt (1878–1923)
- Max Buri (1868–1915)
- Eugène Burnand (1850–1921)

## C
- Alexandre Calame (1810–1864)
- Alois Carigiet (1902–1985)
- Edouard Castres (1838–1902)
- Etienne Clare (1901–1975)
- Coghuf (1905–1976)
- Jean-François Comment (1919–2002)
- Louise de Corcelles (1726–1796)
- August Cueni (1883–1966)

## D
- Oskar Dalvit (1911–1975)
- Heinrich Danioth (1896–1953)
- Simona Deflorin (* 1965)
- François Diday (1802–1877)
- Felix Maria Diogg (1762–1834)
- Martin Disteli (1802–1844)
- Numa Donzé (1885–1952), Maler
- Charles-Edouard DuBois (1847–1885)
- Jacques Düblin (1901–1978)

## E
- Theo Eble (1899–1974)
- Josef Ebnöther (* 1937)
- Hans Eggimann (1872–1929)
- Walter Eglin (1895–1966)
- Hans Emmenegger (1866–1940)
- Hans Erni (1909–2015)
- Romolo Esposito (1913–1991), Maler

## F
- Franz Fedier (1922–2005)
- Adolf Fehr (1889–1964)
- Klara Fehrlin (1895–1985)
- Arnold Fiechter (1879–1943)
- Waldemar Fink (1883–1948)
- Hermann Fitzi (1935–2012)
- Adolf Flückiger (1917–1998)
- Annemie Fontana (1925–2002)
- Paul Freiburghaus (1932–2017)
- Sigmund Freudenberger (1745–1801)
- Adolf Frey-Moock (1881–1954)
- Marguerite Frey-Surbek (1886–1981)
- Bendicht Friedli (1930–2014)
- Hanny Fries (1918–2009)
- Hans Fries (1460–1523)
- Willy Fries (1881–1965)
- Otto Frölicher (1840–1890)
- Eugen Früh (1914–1975)
- Johann Caspar Füssli (1706–1782)
- Johann Heinrich Füssli (1741–1825)
- Wilhelm Füssli (1830–1916)

## G
- Jürg Andreas Gabele (1949–2016)
- Daniel Garbade (* 1957)
- Léon Gaud (1844–1908)
- Walter Geissberger (* 1947)
- Jean-Philippe George-Julliard (1818–1889), Maler
- Franz Gertsch (1930–2022)
- Salomon Gessner (1730–1788)
- Alberto Giacometti (1901–1966)
- Augusto Giacometti (1877–1947)
- Giovanni Giacometti (1868–1933)
- HR Giger (1940–2014)
- Charles Girardet (1813–1871)
- Fritz Glarner (1899–1972)
- Adolf Glatt (1899–1984)
- Karl Glatt (1912–2003)
- Charles Gleyre (1806–1874)
- Theo Glinz (1890–1962)
- Paul Gmünder (1891–1984)
- Louis Goppelsroeder (1850–1901), Kunstmaler
- Ernst Theodor Goppelsroeder (1894–1949), Kunstmaler
- Diogo Graf (1896–1966)
- Urs Graf der Ältere (1485–1528)
- Anton Graff (1736–1813)
- Walter Grieder (1914–2004)

## H
- Leopold Haefliger (1929–1989)
- Paul Haefliger (1914–1982)
- Stefan Haenni (* 1958)
- Martha Haffter (1873–1951)
- Jörg Hamburger (1935–2014)
- Jakob Handmann (1718–1781)
- Kurt Hediger (1932–2022)
- Franz Hegi (1774–1850)
- Franz Anton Heim (1830–1890)
- Joseph Heintz der Ältere (1564–1609)
- Bruno Heiz (1918–2012)
- Jürg Henggeler (1935–2009)
- Adolf Herbst (1909–1983)
- Hans Herbst (1470–1552)
- Caspar Herrmann (1885–1955)
- Maria Herrmann-Kaufmann (1921–2008)
- Heinrich Herzig (1887–1964)
- Ernst Georg Heussler (1903–1982)
- Hey Heussler (* 1932)
- Valery Heussler (1920–2007)
- Charles Hindenlang (1894–1960)
- Susette Hirzel (1769–1858)
- Ernst Hodel junior (1881–1955)
- Ernst Hodel senior (1852–1902)
- Ferdinand Hodler (1853–1918)
- Felix Hoffmann (1911–1975)
- Werner Hofmann (1935–2005)
- Samuel Hofmann (1591–1648)
- Karl Hosch (1900–1972)
- Joeggu Hossmann (* 1978)
- Hermann Huber (1888–1967)
- Johann Rudolf Huber (1668–1748)
- Charles Hug (1899–1979)
- Fritz Hug (1921–1989)
- Rudolf Hurni (1914–2003)

## I
- Leiko Ikemura (* 1951)
- Arnold Imhof (* 1950)
- Robert Indermaur (* 1947)
- Carl Friedrich Irminger (1813–1863)
- Faustina Iselin (1915–2010)
- Gustava Iselin-Haeger (1878–1962)
- Johannes Itten (1888–1967)

## J
- Knud Jacobsen (1928–2019)
- Karl Jauslin (1842–1904)
- Gustave Jeanneret (1847–1927)
- Andreas Jordi (* 1961)

## K
- Hans Georg Kägi (1935–1966)
- Walter Käch (1901–1970)
- Max Kämpf (1912–1982)
- Angelika Kauffmann (1741–1807)
- Adam Dario Keel (1924–2018)
- Anna Keel (1940–2010)
- Carl Eugen Keel (1885–1961)
- Ernst Keller (1891–1968)
- Heinz Keller (1928–2019)
- Walter Kerker (1924–1989)
- Paul Klee (1879–1940)
- Albert Kohler (1883–1946)
- Heinz-Peter Kohler (* 1935)
- Rolf Knie (* 1949)
- Rudolf Koller (1828–1905)
- Franz Niklaus König (1765–1832)
- Josef Kottmann (1904–1980)
- Ernst Kreidolf (1863–1956)
- Jean Krillé (1923–1991)
- Radoslav Kutra (1925–2020)

## L
- Karl Landolt (1925–2009)
- Salomon Landolt (1741–1818)
- Le Corbusier (Charles-Édouard Jeanneret-Gris; 1887–1965)
- Jürg Lenggenhager (* 1943)
- Otto Lehmann (1943–2021)
- Hans-Willy Leupin (1920–2007)
- Herbert Berthold Libiszewski (1897–1985)
- Antonio Ligabue (1899–1965)
- Emilie Linder (1797–1867), Malerin und Mäzenin
- Jean Etienne Liotard (1702–1789)
- Carlo E. Lischetti (1946–2005)
- Jean Jacques Lüscher (1884–1955)
- Urs Lüthi (* 1947)
- Carl August Liner (1871–1946)
- Carl Walter Liner (1914–1997)

## M
- Karl Madritsch (1908–1986)
- Alex Maier (1917–2005)
- Albrecht Mayer (1875–1952)
- Niklaus Manuel (≈1484–1530)
- Alfred Marxer (1876–1945)
- Firmin Massot (1766–1849)
- Al Meier (* 1954)
- Pedro Meier (* 1941)
- Barthélemy Menn (1815–1893)
- Carl Theodor Meyer-Basel (1860–1932)
- Johann Heinrich Meyer (1760–1832)
- Werner Meier (* 1943)
- Matthäus Merian (1593–1650)
- Otto Meyer-Amden (1885–1933)
- Gottfried Mind (1768–1814), Katzen-Raffael
- Theo Modespacher (1897–1955)
- Egbert Moehsnang (1927–2017)
- Hans-Jörg Moning (* 1950)
- Joseph von Moos (1859–1939)
- Max von Moos (1903–1979)
- Otto Morach (1887–1973)
- Ernst Morgenthaler (1887–1962)
- Emilio Müller (1892–1932)
- Fred Müller (1914–1969)
- Jörg Müller (* 1942)
- Martin Müller-Reinhart (1954–2009)
- Rudolf Münger (1862–1929)
- Amélie Munier-Romilly (1788–1875)
- Roland Muri (* 1959)

## N
- Lottie Neher (1894–1927)
- Albert Nyfeler (1883–1969)

## O
- Siegfried Odermatt (1926–2017)
- Max Oertli (1921–2007)
- Meret Oppenheim (1913–1985)

## P
- Leta Peer (1964–2012)
- Alfred Heinrich Pellegrini (1881–1958)
- Alexandre Perrier (1862–1936)
- Karl Pflüger (1884–1974)
- Helene Pflugshaupt (1894–1991)
- Otto Plattner (1886–1951)
- Hans Potthof (1911–2003)
- Theophil Preiswerk (1846–1919)

## R
- Tristan Rain (1972)
- Ernst Ramseier (1936–2020)
- Rolf Rappaz (1914–1996)
- Henriette Rath (1773–1856)
- Sylvère Rebetez (1936–2014)
- Johann Anton Rebholz (1914–2000)
- Georges Rechberger (* 1961)
- Louis Reguin (1872–1948)
- Josef Reinhard (1749–1824)
- Eduard Renggli (1882–1939)
- Jean Renggli (1846–1898)
- Ricco (1915–1972)
- Walter Rickenbacher (1902–1973)
- Martha Riggenbach (1897–1981)
- Sigismund Righini (1870–1937)
- Pierre-Louis de la Rive (1753–1817)
- Andrea Robbi (1864–1945)
- Aurèle Robert (1805–1871)
- Léo-Paul Robert (1851–1923)
- Louis Léopold Robert (1794–1835)
- Paul-André Robert (1901–1977)
- Philippe Robert (1881–1930)
- Théophile Robert (1879–1954)
- Otto Roos (1887–1945)
- Pia Roshardt (1892–1975)
- Walter Roshardt (1897–1966)
- Frédéric Rouge (1867–1950)
- Hermann Rüdisühli (1864–1944)

## S
- Niki de Saint Phalle (1930–2002)
- Hans Sandreuter (1850–1901)
- Emil Gottfried Sauter (1916–1987), Maler
- Christine Schachenmann (* 1940)
- Robert Schär (1894–1973)
- Hans Schärer (1927–1997)
- Julie Schätzle (1903–1996)
- Jacques Schedler (1927–1989)
- Johann Rudolf Schellenberg (1740–1806)
- Hansruedi Scheller (1931–2007)
- Karl Schenk (1905–1973)
- Robert Schiess (1896–1956)
- Emil Schill (1870–1958)
- Erna Schillig (1900–1993)
- Henri Schmid (1924–2009)
- Karl Schmid (1914–1998)
- Ludwig Gottfried Schmidbauer (1890–1974), Expressionist
- Albert Schnyder (1898–1989)
- Bruno Schwartz (1939–2004), Maler und Zeichner
- Peter Schweri (1939–2016)
- Giovanni Segantini (1858–1899)
- Gottardo Segantini (1882–1974)
- Alfred Sidler (1905–1993)
- Hugo Siegwart (1865–1938)
- Alberto Solbach (1933–1983)
- Alexander Leo Soldenhoff (1882–1951)
- Cristina Spoerri (1929–2013)
- Daniel Spoerri (1930–2024)
- Adolf Stäbli (1842–1901)
- Luise Stadler (1864–1942)
- Georg Staehelin (1942–2023)
- Elisabeth Stalder (* 1931)
- Fred Stauffer (1892–1980)
- Karl Stauffer-Bern (1857–1891)
- Johann Gottfried Steffan (1815–1905)
- Walter Arnold Steffen (1924–1982)
- Jean-Claude Stehli (1923–2001)
- Gustav Stettler (1913–2005)
- Martha Stettler (1870–1945)
- Peter Stettler (1939–1998)
- Tobias Stimmer (1539–1584)
- Ernst Stocker → Coghuf
- Niklaus Stoecklin (1896–1982)
- Paul Stöckli (1906–1991)
- Robert Strübin (1897–1965)
- Ernst Stückelberg (1831–1903)
- Bernhard Studer (1832–1868)
- Hanns Studer (1920–2018)
- Hans Sturzenegger (1875–1943)
- Christophe Stürzinger (* 1965), bildender Künstler
- Victor Surbek (1885–1975)

## T
- Sophie Taeuber-Arp (1889–1943)
- Dorothea Templeton (* 1952), Malerin
- Elisabeth Terroux (1759–1822)
- Hedwig Thoma (1886–1946)
- Martin Thönen (* 1942)
- Jean Tinguely (1925–1991)
- Rodolphe Töpffer (1799–1846)
- Roman Tschabold (1900–1990)
- Johann Wilhelm von Tscharner (1886–1946)
- Lajos Tscheligi (1913–2003)
- Otto Tschumi (1904–1985)

## V
- Félix Vallotton (1865–1925)
- Varlin (1900–1977)
- Benjamin Vautier (1829–1898)
- Auguste Veillon (1834–1890)
- Egon von Vietinghoff (1903–1994)
- Hannah Villiger (1951–1997)
- Julius Voegtli (1879–1944)

## W
- Jakob Wäch (1893–1918)
- Jakob Wagner (1861–1915)
- Emanuel Xeron Waldes (* 1946), Maler, Autor, Ghostwriter, Skulpteur
- Karl Walser (1877–1943)
- Anna Waser (1678–1714)
- Heini Waser (1913–2008)
- John Webber (1751–1793)
- Werner Weber (1892–1977)
- Johann Caspar Weidenmann (1805–1850)
- Hans Weidmann (1918–1997)
- Seraphin Xaver Weingartner (1844–1919)
- Charlotte Weiss (1870–1961)
- Albert Welti (1862–1912)
- Lisa Wenger (1858–1941)
- Joseph Werner (1637–1710)
- Hugo Wetli (1916–1972)
- Albert Wider (1910–1985)
- Karin Widmer (* 1966)
- Walter Kurt Wiemken (1907–1940)
- Rolf Winnewisser (* 1949)
- Karina Wisniewska (* 1966)
- Uwe Wittwer (* 1954)
- Emanuel Witz (1717–1797)
- Konrad Witz (1400–1446)
- Caspar Wolf (1735–1783)
- Adolf Wölfli (1864–1930)
- Johann Melchior Wyrsch (1732–1798)
- Elise Wysard-Füchslin (1790–1863)
- Marcel Wyss (1930–2012)

## Z
- Rémy Zaugg (1943–2005)
- Rudolf Zender (1901–1988)
- Robert Zünd (1827–1909)
- Bertha Züricher (1869–1949)